# Desiree Singh
Desiree Singh (ur. 17 sierpnia 1994) – niemiecka lekkoatletka, tyczkarka.

## Osiągnięcia
| Rok  | Impreza                               | Miejsce         | Pozycja    | Wynik |
| ---- | ------------------------------------- | --------------- | ---------- | ----- |
| 2011 | Mistrzostwa świata juniorów młodszych | Lille Metropole | 1. miejsce | 4,25  |

## Rekordy życiowe
- Skok o tyczce (stadion) – 4,36 (2014)
- Skok o tyczce (hala) – 4,40 (2015)